# 30号美国国道

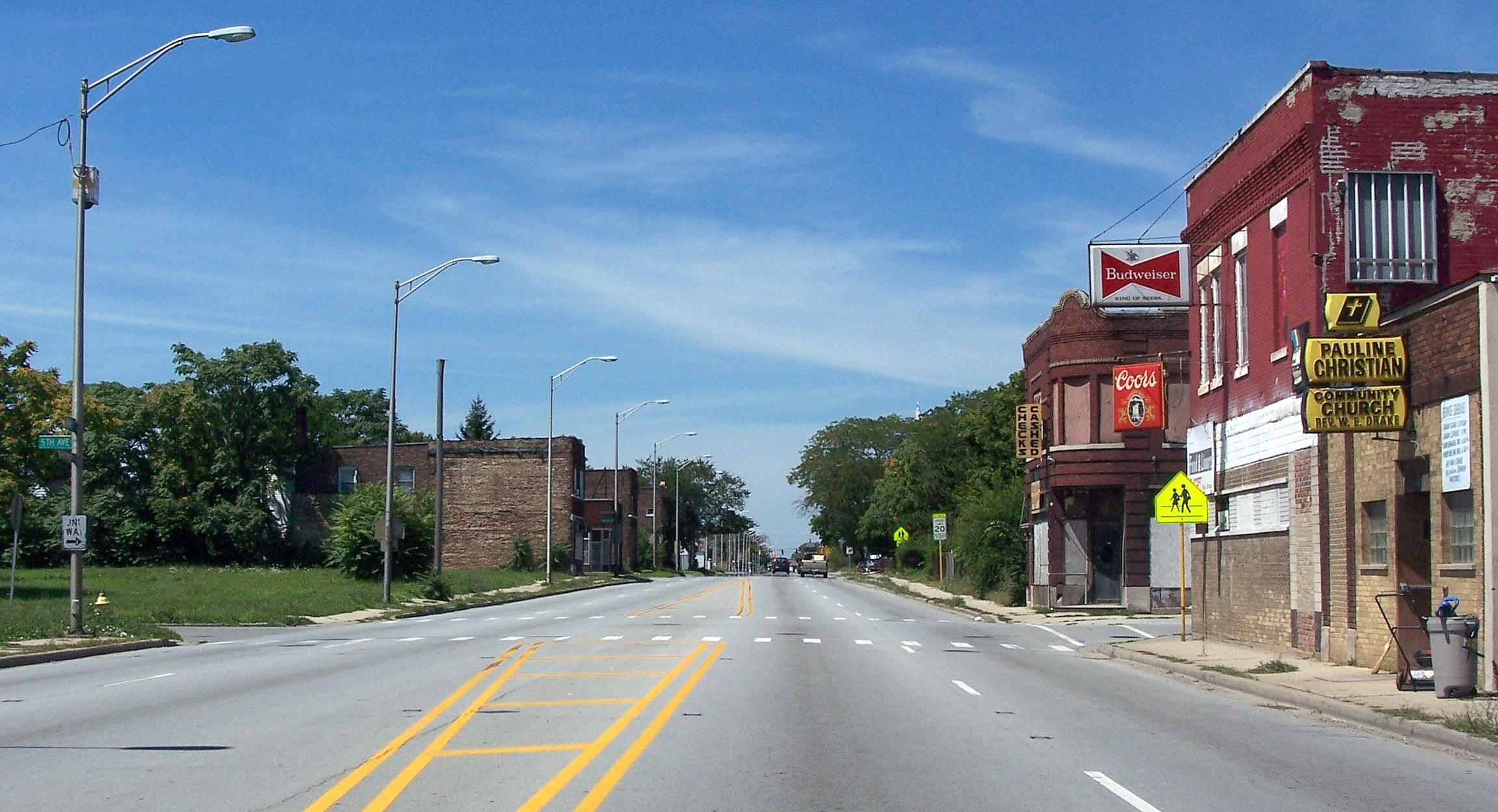
海茨地区的30号美国国道

30号美国国道（英語：U.S. Route 30）是一条东西方向的美国国道。该公路连接了俄勒冈州阿斯托利亚和宾夕法尼亚州费城，全长3,073英里。